# Michal Leszczylowski
Michal Leszczylowski, né le 30 juillet 1950 à Łódź en Pologne, est un monteur polonais qui a travaillé principalement pour le cinéma suédois.
Il a monté de nombreux films de réalisateurs tels que Andreï Tarkovski, Liv Ullmann, Lukas Moodysson et Josef Fares.

## Biographie
Après des études au Dramatiska Institutet de Stockholm de 1976 à 1978, il a fallu quelques années avant que Michal Leszczylowski ne puisse devenir monteur indépendant. Son premier montage cinématographique, quasi indépendant, remonte à 1986 aux côtés du réalisateur soviétique Andreï Tarkovski, qui achève sa dernière œuvre, Le Sacrifice, avant de mourir en décembre de la même année. C'est également Michal Leszczylowski qui est chargé par l'Institut suédois du cinéma de réaliser le documentaire sur Tarkovski Regi: Andrej Tarkowski.

## Filmographie sélective (comme monteur)

### Au cinéma
- 1986 : Le Sacrifice (Offret) d'Andreï Tarkovski
- 1988 : Regi Andrej Tarkovskij (scénarisé et réalisé par lui-même)
- 1995 : Der rote Fleck (Den röda fläcken)
- 1998 : Raus aus Åmål (Fucking Åmål) de Lukas Moodysson
- 2000 : Eine Hexe in unserer Familie (En Häxa i familjen)
- 2000 : Jalla! Jalla!
- 2000 : Together (Tillsammans!)
- 2002 : Lilya 4-ever (Lilja 4-ever) de Lukas Moodysson
- 2003 : Cops (Kopps) de Josef Fares
- 2004 : A Hole in My Heart (Ett hål i mitt hjärta)
- 2005 : Zozo
- 2004 : Masjävlar (Masjävlar)
- 2009 : Mammoth (Mammoth) de Lukas Moodysson
- 2010 : Les Révoltés de l'île du Diable (Kongen av Bastøy) de Marius Holst
- 2012 : Bekas de Karzan Kader
- 2014 : Mademoiselle Julie (Miss Julie) de Liv Ullmann

### À la télévision
- 1996 : Entretiens privés (Enskilda samtal), téléfilm réalisé par Liv Ullmann
- 2019 : Gösta (série télévisée)

### Film documentaire
Michal Leszczylowski apparaît en tant que monteur du Sacrifice dans le film documentaire français de 1999 réalisé par Chris Marker, Une journée d'Andreï Arsenevitch.

## Distinctions
Michal Leszczylowski a remporté plusieurs prix dont :
- le prix Guldbagge en 1989 du meilleur montage pour son documentaire réalisé en 1988 Regi Andrej Tarkovskij (littéralement « Dirigé par Andreï Tarkovski »)
- le prix Jussi en 1999 du meilleur montage pour Tulennielijä (fi)